# Eddie Keizan
Edward Keizan, detto Eddie (Johannesburg, 12 settembre 1944 – Johannesburg, 21 maggio 2016), è stato un pilota automobilistico sudafricano.

## Carriera
Dopo vari successi automobilistici nelle categorie sport, Keizan corse il Campionato Sudafricano di Formula 5000, che vinse.
Successivamente partecipò ai Gran Premi del Sud Africa dal 1973 al 1975 con vetture Tyrrell e Lotus private. Il suo miglior risultato in gara fu il tredicesimo posto nell'edizione 1975 alla guida di una Lotus 72D del Team Gunston.
Dopo la Formula 1 corse in campionati Turismo e fondò un'azienda produttrice di cerchi in lega.

## Risultati in Formula 1
| 1973 | Scuderia        | Vettura     |  |  |    |  |  |  |  |  |  |  |  |  |  |  |  | Punti | Pos. |
| ---- | --------------- | ----------- |  |  | -- |  |  |  |  |  |  |  |  |  |  |  |  | ----- | ---- |
| 1973 | Blignaut Racing | Tyrrell 004 |  |  | NC |  |  |  |  |  |  |  |  |  |  |  |  |       |      |

| 1974 | Scuderia        | Vettura     |  |  |    |  |  |  |  |  |  |  |  |  |  |  |  | Punti | Pos. |
| ---- | --------------- | ----------- |  |  | -- |  |  |  |  |  |  |  |  |  |  |  |  | ----- | ---- |
| 1974 | Blignaut Racing | Tyrrell 004 |  |  | 14 |  |  |  |  |  |  |  |  |  |  |  |  |       |      |

| 1975 | Scuderia     | Vettura   |  |  |    |  |  |  |  |  |  |  |  |  |  |  |  | Punti | Pos. |
| ---- | ------------ | --------- |  |  | -- |  |  |  |  |  |  |  |  |  |  |  |  | ----- | ---- |
| 1975 | Team Gunston | Lotus 72D |  |  | 13 |  |  |  |  |  |  |  |  |  |  |  |  |       |      |

| Legenda | 1º posto     | 2º posto | 3º posto    | A punti         | Senza punti/Non class.  | Grassetto – Pole position Corsivo – Giro più veloce |
| Legenda | Squalificato | Ritirato | Non partito | Non qualificato | Solo prove/Terzo pilota | Grassetto – Pole position Corsivo – Giro più veloce |